# Yin Hang (marciatrice)
Yin Hang (尹航S, Yǐn HángP; 7 febbraio 1997) è una marciatrice cinese.
In carriera vanta una medaglia d'argento nella marcia 50 km ai mondiali di Londra 2017.

## Biografia
Il 13 agosto 2017, in occasione dei mondiali di Londra 2017, partecipa alla prima marcia 50 km femminile nella storia dei campionati del mondo di atletica leggera. Inclusa all'ultimo momento su volontà della marciatrice statunitense Susan Randall, la gara vede la partecipazione di sette atlete, di cui solamente quattro riescono ad arrivare sino al traguardo; dopo aver cercato di tenere il passo della portoghese di testa Inês Henriques, la Yin subisce una flessione nella seconda parte di gara e si deve infine accontentare del secondo posto in 4h08'58" (record asiatico), davanti alla connazionale Yang Shuqing (4h20'49", record personale).

## Progressione

### Marcia 10 km
| Stagione | Tempo  | Luogo   | Data      | Rank. Mond. |
| -------- | ------ | ------- | --------- | ----------- |
| 2016     | 44'52" | Taicang | 23-4-2016 |             |
| 2015     | 45'01" | Baishan | 5-9-2015  |             |
| 2014     | 46'28" | Taicang | 5-5-2014  |             |

### Marcia 20 km
| Stagione | Tempo    | Luogo  | Data      | Rank. Mond. |
| -------- | -------- | ------ | --------- | ----------- |
| 2017     | 1h33'26" | Xi'an  | 16-6-2017 |             |
| 2016     | 1h34'25" | Hohhot | 9-9-2016  |             |

### Marcia 50 km
| Stagione | Tempo    | Luogo  | Data      | Rank. Mond. |
| -------- | -------- | ------ | --------- | ----------- |
| 2017     | 4h08'58" | Londra | 13-8-2017 |             |

## Palmarès
| Anno | Manifestazione | Sede   | Evento       | Risultato | Prestazione | Note            |
| ---- | -------------- | ------ | ------------ | --------- | ----------- | --------------- |
| 2017 | Mondiali       | Londra | Marcia 50 km | Argento   | 4h08'58"    | Record asiatico |